# دونبارتونشر شرقی
دونبارتونشر شرقی (به انگلیسی: East Dunbartonshire) یک شهرستان در بریتانیا است که در اسکاتلند واقع شده‌است.
این شهرستان ۱۷۵ کیلومتر مربع مساحت و ۱۰۵٬۰۰۰ نفر جمعیت دارد.

## خواهرخوانده
شهر کوربی اسون خواهرخواندهٔ دونبارتونشر شرقی هست.

## نگارخانه

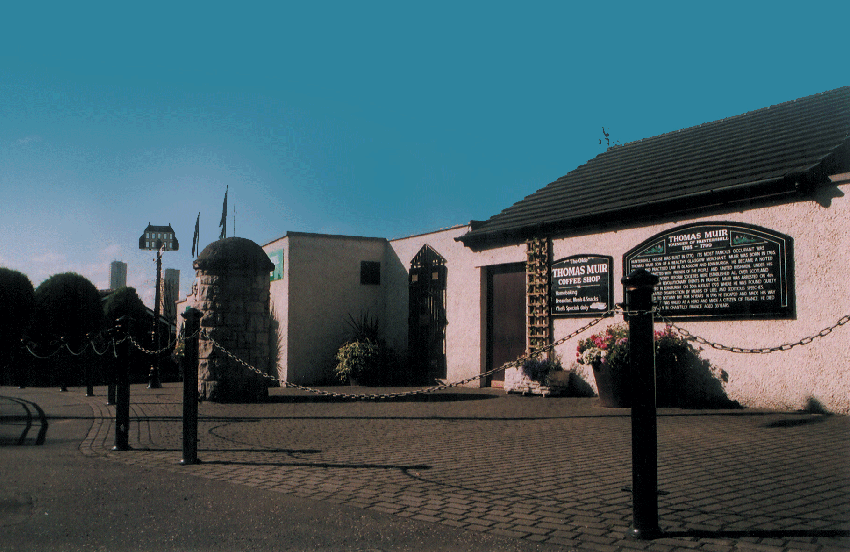
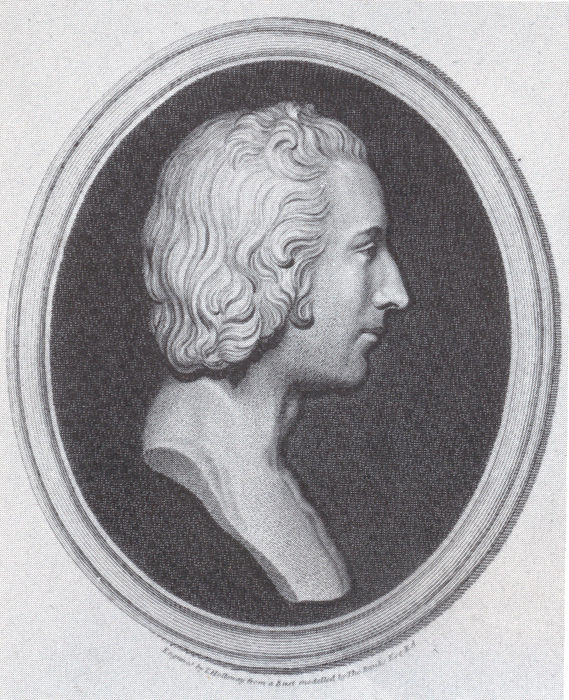
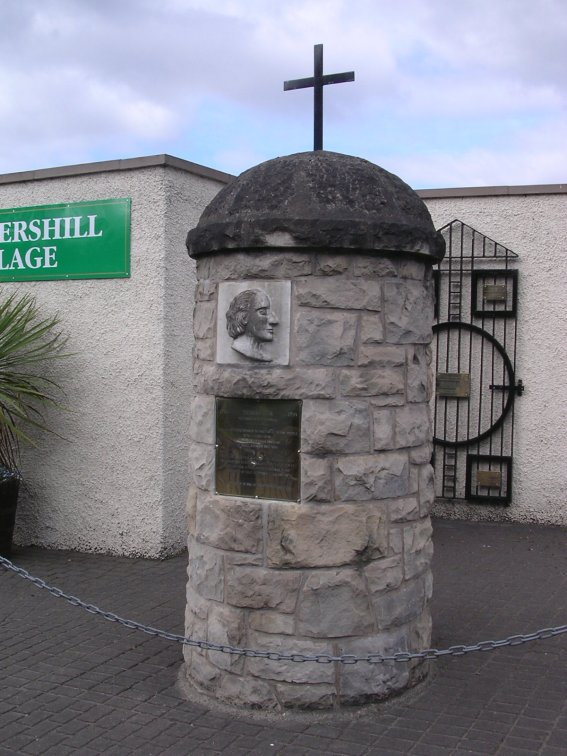
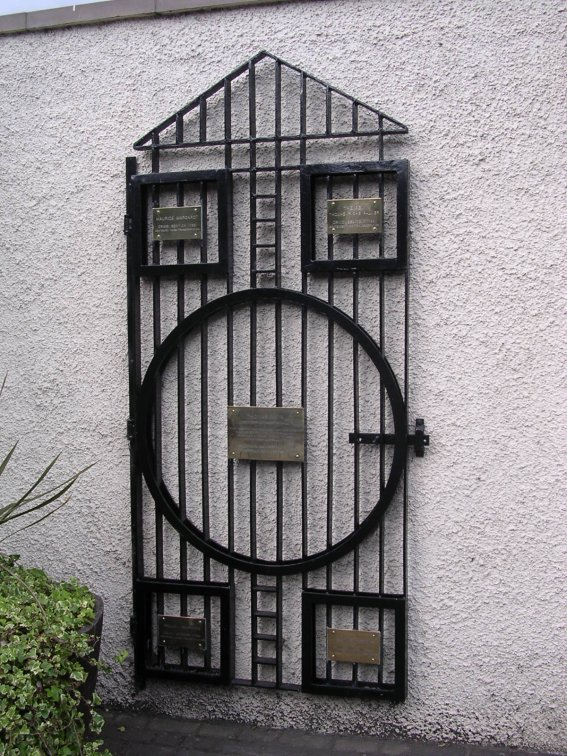
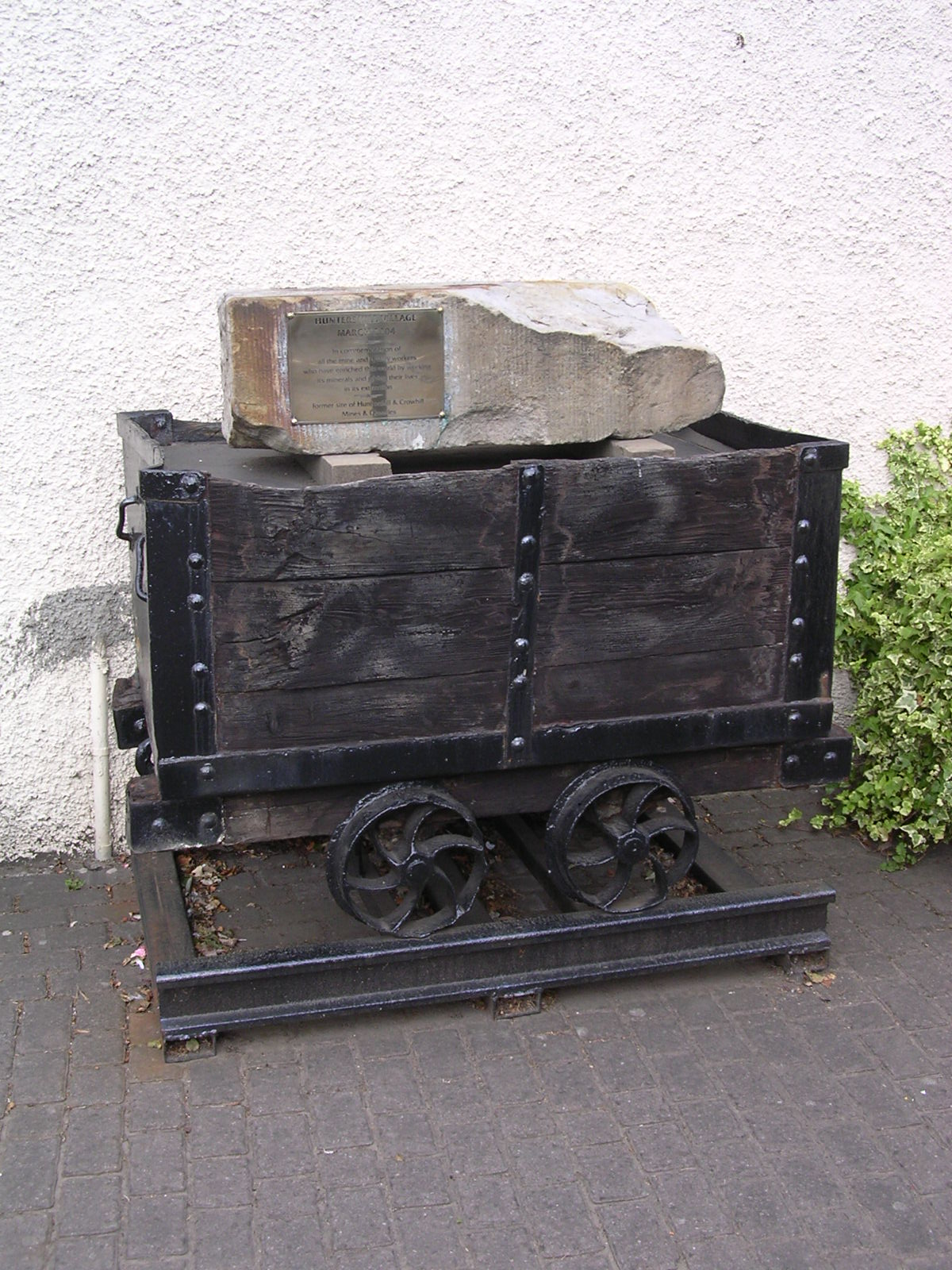
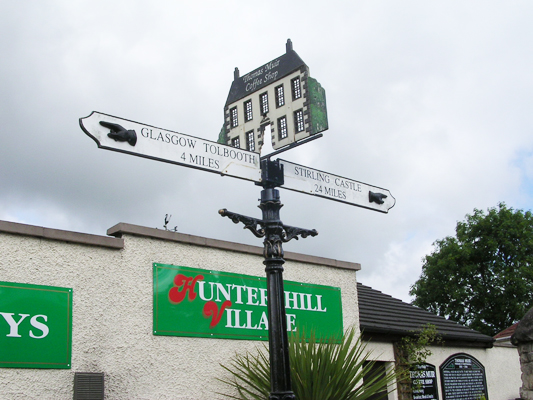
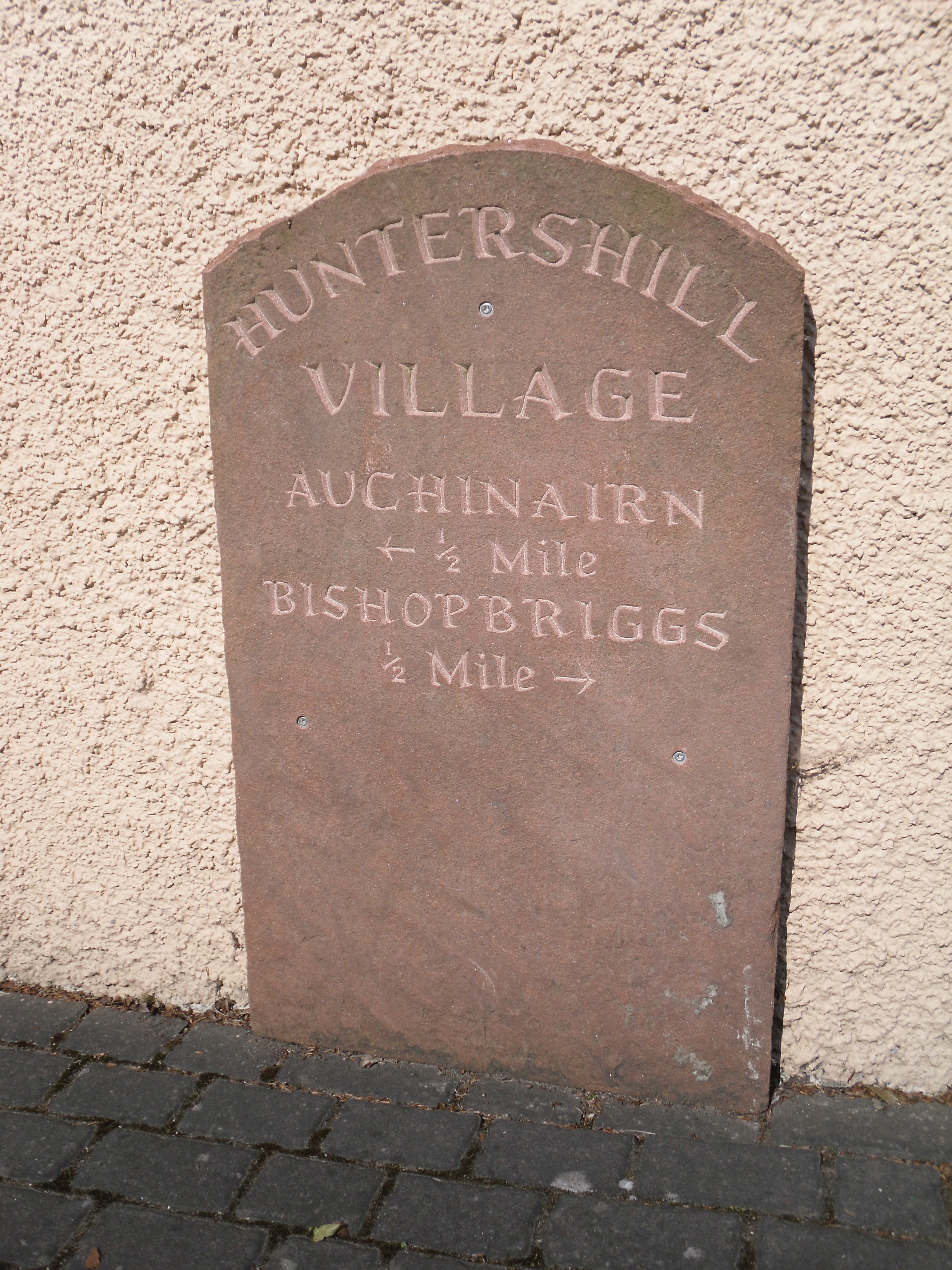
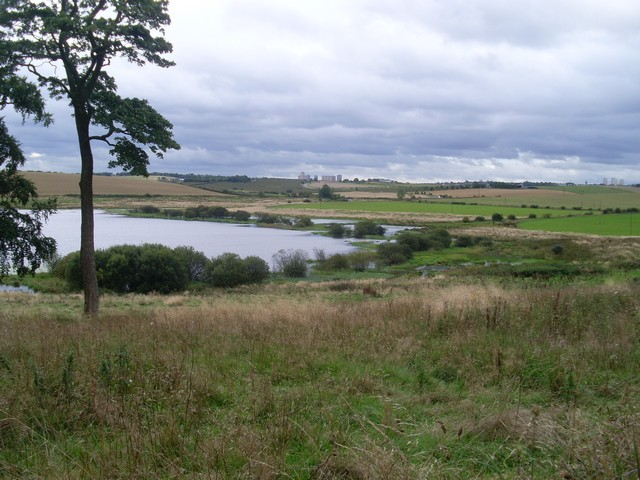